# HSR-350x

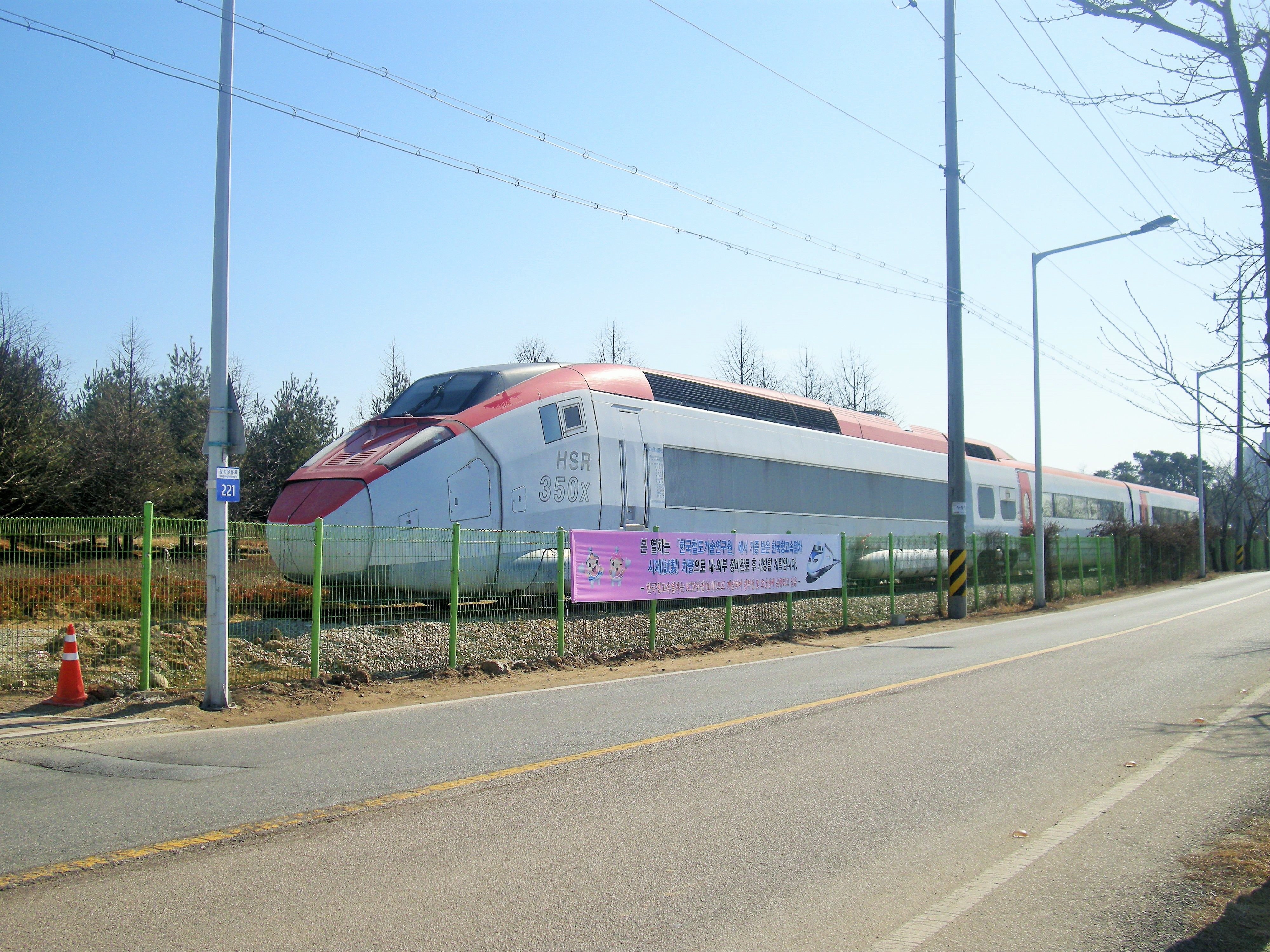
HSR-350x

HSR-350x (High-speed rail 350x), este un tren de mare viteză care a fost dezvoltat independent de Coreea de Sud